# انقلاب ثور
کودتای ۷ ثور شورش مسلحانه شاخه نظامی حزب دموکراتیک خلق افغانستان مورد حمایت شوروی در هفتم ماه ثور (اردیبهشت) سال ۱۳۵۷ برای سرنگونی حکومت محمد داوودخان و به‌دست گرفتن قدرت بود. داوود همراه اعضاء خانواده‌اش در ارگ ریاست‌جمهوری افغانستان کشته شد. این کودتا منجر به ایجاد دولتی با حضور نورمحمد تره‌کی به‌عنوان رئیس‌جمهور (دبیرکل شورای انقلاب) شد.  این شورش بهانه‌ای برای دخالت نظامی ارتش سرخ شوروی در سال ۱۳۵۸ (۱۹۷۹) و جنگ‌های نه ساله (۱۳۵۸–۱۳۶۷) میان مجاهدین افغانستان و شوروی شد.
حفیظ‌الله امین، در یک کنفرانس مطبوعاتی در نیویورک در ژوئن ۱۹۷۸، ادعا کرد که این رویداد، یک کودتا نیست، بلکه یک انقلاب با «ارادهٔ مردم» است. این کودتا شامل نبردهایی شدید بود و منجر به کشته شدن ۲۰۰۰ نفر، نظامی و غیرنظامی شد. کودتا ثور، یک رویداد مهم در تاریخ افغانستان و نقطهٔ آغاز ۴۳ سال درگیری در افغانستان است.

## پیش‌زمینه
با حمایت و مساعدت حزب دموکراتیک خلق افغانستان (ح.د.خ. ا)، محمد داوود خان در کودتای بدون خونریزی ۲۶ سرطان ۱۳۵۲ با سرنگونی نظام سلطنتی، قدرت را از، ظاهرشاه به‌دست گرفت و حکومت خود را جمهوری خواند.
داوود، متقاعد شده بود که روابط نزدیک‌تر و حمایت نظامی اتحاد جماهیر شوروی، به افغانستان اجازه می‌دهد تا سرزمین‌های پشتون در شمال غربی پاکستان را تحت کنترل خود درآورد. با این حال، داوود که به ظاهر متعهد به سیاست عدم تعهد بود، از تلاش‌های شوروی برای دیکتهٔ سیاست خارجی افغانستان ناآرام شد و روابط بین دو کشور رو به وخامت گذاشت.
در دولت سکولار داوود، جناح‌بندی و رقابت در حزب دموکراتیک خلق افغانستان توسعه یافت و دو جناح اصلی خلق و پرچم به میان آمدند. داوودخان در مرحلهٔ نخست حکومت خود، از حزب خلق استقبال نیک نمود. نیمی از وزیران داوودخان از اعضای حزب پرچم بودند. او پس از آشوب در پنجشیر به پاکستان سفر نمود و روابط را با کشورهای اسلامی آغاز کرد. از آن پس اختلاف‌ها میان حکومت داوودخان و حزب خلق آغاز شد. او در سال ۱۳۵۴ در سیاست خود تغییراتی ایجاد کرد و حزب را به‌نام ملی غورزنگ ساخت. از آن پس اختلافات میان داوودخان و حزب خلق تشدید شد. در ۱۷ آوریل ۱۹۷۸، یکی از اعضای برجستهٔ پرچم، میراکبر خیبر، به‌قتل رسید. اگرچه دولت با صدور بیانیه‌ای از ترور وی ابراز تأسف کرد اما نورمحمد تره‌کی، دبیرکل ح.د.خ. ا دولت را به انجام این ترور متهم کرد، نظری که بین بسیاری از روشنفکران کابل مشترک بود. رهبران ح.د.خ. ا ظاهراً ترس داشتند که داوود قصد دارد آن‌ها را از بین ببرد.
در ۵ ثور/اردیبهشت سال ۱۳۵۷، هنگام تشییع جنازهٔ خیبر اعتراضاتی علیه دولت آغاز شد و اندکی پس از آن، بیشتر رهبران حزب ح.د.خ. ا، از جمله ببرک کارمل، توسط دولت، دستگیر شدند. در این میان حفیظ‌الله امین محبوس نگردید و در بازداشت خانگی قرار گرفت. امین پیش از آن به سمت مسئول فعالیت‌های حزب در نیروهای مسلح افغانستان منصوب گردیده بود. او نظر به وضعیتی که داشت، کودتا را از چند ماه پیش، برنامه‌ریزی نموده بود و چشم به‌راه یک اشاره بود.

## وقوعکودتا

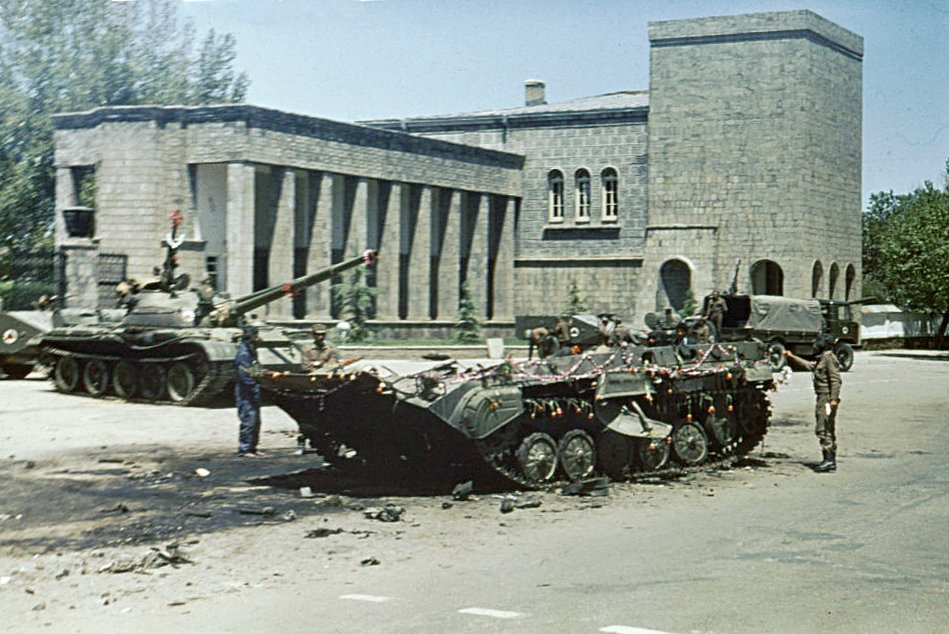
یک روز پس از انقلاب.

در شب ۷ ثور ۱۳۵۷ امین به‌واسطهٔ عبدالرحمن، خواهرزادهٔ خود، دستور کودتا را بدون تأیید دیگر سران حزب، به فرمانده محمداسلم وطنجار رسانید و او هم به‌سرعت به دیگر اعضای حزب اطلاع داده، همراه فرمانده عبدالقادر که رئیس نیروهای هوایی بود، کودتا را آغاز کردند.
اقدامات مقدماتی کودتا در ماه آوریل انجام شد. یکی از فرماندهان واحد تانک تحت فرماندهی محمد داوود به او از حملهٔ احتمالی به کابل در آیندهٔ نزدیک هشدار داده بود. به توصیهٔ این فرمانده، برای احتیاط باید یک واحد از تانک‌ها در اطراف ارگ مستقر می‌شد؛ محمد داوود با این پیشنهاد موافقت نمود. این فرمانده که قبلاً توسط محمد اسلم وطنجار به کودتاچیان پیوسته بود، در روز ۷ ثور، به دستور وطنجار به نیروهایش دستور حمله را داد و تانک اسلحه‌های خود را به سمت کاخ چرخانده، آن را زیر آتش گرفتند.
به گفتهٔ یک شاهد عینی، اولین نشانه‌های کودتای قریب‌الوقوع در کابل، در حدود ظهر روز ۷ ثور مشاهده می‌شد که شامل ورود یک ستون تانک به سمت شهر که از دودشان شناخته می‌شد، افراد مسلح در نزدیکی وزارت دفاع و محافظت از تقاطع اصلی آریانا. اولین شلیک‌های شنیده‌شده در نزدیکی وزارت داخله در مرکز شهر نو کابل بود، جایی که ظاهراً یک گروه از پولیس با ستون دوم تانک در حال پیشروی مقابله می‌کرد؛ از آن‌جا جنگ به مناطق دیگر شهر گسترش یافت. بعد از ظهر همان روز، چند فروند هواپیمای جنگنده سوخو سو-۷، تحت فرماندهی عبدالقادر به سمت کاخ با موشک شلیک کردند. در اوایل شب، اطلاعیه‌ای از رادیو افغانستان متعلق به دولت با صدای محمد اسلم وطنجار پخش شد که پیروزی حزب دموکراتیک خلق و سرنگونی رژیم داوود خان را اعلان می‌کرد. استفاده از واژهٔ خلق و ارتباط سنتی آن با کمونیست‌ها در افغانستان، روشن ساخت که حزب دموکراتیک خلق افغانستان، رهبری کودتا را بر عهده داشته که ایستگاه رادیو کابل را تصرف کرده بودند.
حملات هوایی به کاخ حدود نیمه‌شب شدت گرفت و شش فروند سوخو سو-۷ به‌طور مکرر با حملات موشکی خود، شهر را روشن کرده‌بودند. صبح روز بعد، ۸ ثور، کابل بیشتر ساکت بود، اگرچه هنوز صدای شلیک در ضلع جنوبی شهر شنیده می‌شد. هنگامی که مردم کابل از خانه‌های خود خارج می‌شدند، فهمیدند که کودتاچیان کنترل کامل شهر را در دست دارند و مطلع شدند که رئیس‌جمهور داوودخان و برادرش نعیم‌خان صبح زود آن روز در ارگ کشته شده‌اند. گروهی از سربازان، کاخ آسیب‌دیده را محاصره کرده بودند و خواستار تسلیم آن‌ها شده بودند؛ در عوض، داوود و نعیم، تپانچه در دست، از قصر به سمت سربازان شلیک کردند و مورد اصابت گلوله قرار گرفتند و کشته شدند. علاوه بر این، غلام حیدر رسولی وزیر دفاع کابینهٔ داوود، عبدالقادر نورستانی وزیر داخله و سید عبدالله معاون رئیس‌جمهور نیز کشته شدند.
این کودتا پایان قدرت سلسلهٔ بارک‌زایی پس از ۱۵۲ سال بود که در هفت ثور/اردیبهشت سال ۱۳۵۷ با رهبری حزب دموکراتیک خلق افغانستان پیروز گردیده، داوودخان به همراه ۳۰ نفر از اعضای خانواده‌اش تیرباران گردیدند.

## پس ازکودتا
حزب دموکراتیک افغانستان دارای دو بال بود که بال چپ را نورمحمد تره‌کی و بال راست را ببرک کارمل رهبری می‌نمودند. به‌زودی اختلاف‌های فکری میان دو بال حزب، تشدید پیدا کرد و اعضای حزب در بال راست به زندان انداخته شده و حدود ده هزار نفر از اعضای آن تیرباران، گریخته یا تبعید گردیدند. بدین‌ترتیب در افغانستان، نظام سیاسی تک‌حزبی روی کار آمد که با دستگاه سلطنتی پیشین فرقی نداشت. به جز رهبران احزاب اسلامی که به پاکستان گریخته بودند رهبران سایر حزب‌های مترقی از قبیل طاهر بدخشی، مجید کلکانی، حرالدین باعث، دکتر زرغون و غیره تیرباران شدند. به‌زودی اختلاف‌ها میان حفیظ‌الله امین و تره‌کی پدیدار شد تا آن‌که امین، تره‌کی را از بین برد و خود بر مسند زمام‌داری نشست. در این مدت؛ جنگ‌های درونی به رهبری حزب‌های اسلامی در کشور به اوج خود رسیده و ناامنی، سراسر کشور را فراگرفته بود. در این میان، طرفدارانِ تره‌کی با ببرک کارمل متحد گردیده و در برابر حفیظ‌الله امین، به مبارزه برخاستند. در ۶ جدی/دی سال ۱۳۵۸ این دو گروه با همکاری اتحاد جماهیر شوروی سوسیالیستی دوباره به مسند زمامداری نشستند؛ اما دیگر دیر بود و جنگ درونی به اوج خود رسیده و بنیادگرایان با همکاری کشورهای غربی و حکومت پاکستان گروه‌های شبه‌نظامی را فراهم نموده بودند. کشورهای غربی که سال‌ها پیش برنامه داشتند که روس‌ها را در جنگ با افغانستانی‌ها شکست دهند، فرصت را مناسب یافتند تا رهبری این جنگ را به عهده گیرند. در این جنگ، ۱۲۵ کشور اسلامی و بلوک غرب، مجاهدین افغانستان را همکاری نموده در پاکستان دفترها باز نمودند.